# إيمدغاسن

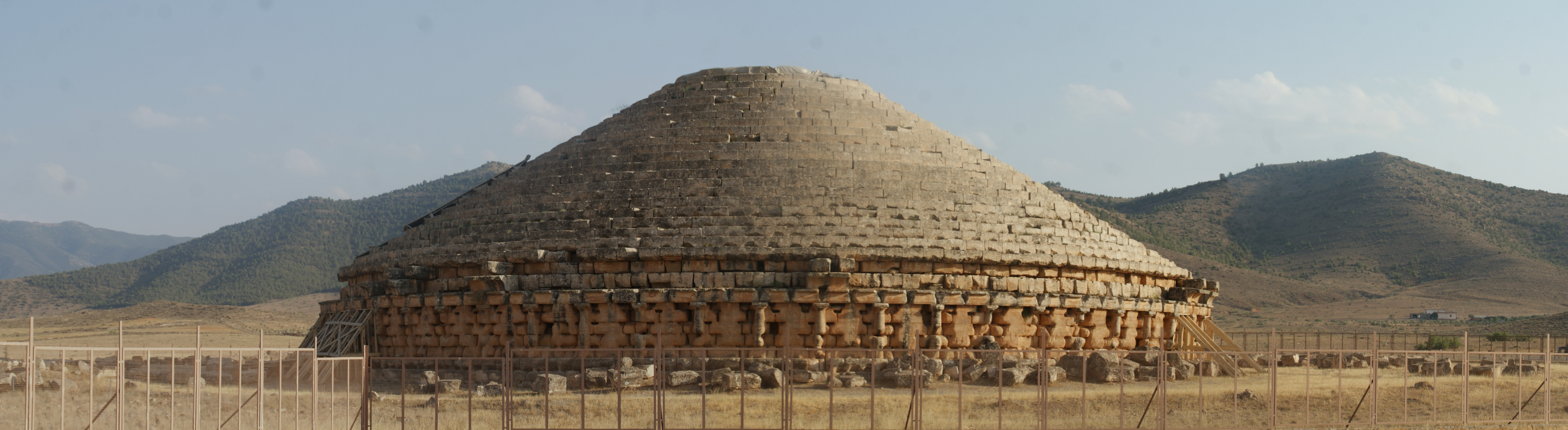
إيمدغاسن

إِيمَدْغَاسن أو ماد غيس أو  وماد غيس هو ضريح بونيقي جزائري يرجع تاريخه إلى القرن الثالث قبل الميلاد، يقع في الجزائر بالأوراس، على أراضي بلدية بوميا، في ولاية باتنة، عبارة عن قبة عملاقة تحيط بها تاج العمود بأسلوب درويسي.
وهو أقدم ضريح ملكي أثري محفوظ في شمال أفريقيا، وفقا للمؤرخين في القرون الوسطى، فقد استمد إسمه من ملك نوميديا، قدمت السلطات الجزائرية في عام 2002 طلب لإدراجة في قائمة التراث العالمي. هو مصنف من بين 100 أكثر الآثار المهددة بالإنقراض على كوكب الأرض.

## وصف
من الخارج، يأخذ إيمدغاسن شكل قاعدة أسطوانية، وغالبا ما ينظر إليها على أنهبونيقي نوميدي يعبر عن عمق الحضارة والعمارة النوميديةالفينيقية ، كما يعتقد بعض المؤرخين والباحثين الأركيولوجيين.

## حالة متقدمة من التدهور
على مر السنين شهد المعلم تدهورا كبيرا وحتى الأعمدة المعززة للمبنى بشكل مؤقت تعرضت للتآكل بسبب الأمطار. وتسببت الظروف المناخية والسرقة في إلحاق أضرار جسيمة بالمعلم على غرار التصدعات وانهيار أجزاء من القبة والجدران مما أدى إلى تسرب مياه الأمطار داخل المبنى. و حسب مدير الثقافة لولاية باتنة الذي اتصلت به «وأج» فإن أشغال الترميم كانت مبرمجة لبداية 2012. و بعين المكان لا تلاحظ أية أشغال تدل على انطلاق عملية الترميم بحيث يبدو وأن المكان خالي ما عدا سياج بسيط أقيم حول الموقع لحمايته ولوحة معدنية إعلامية تشير إلى وجود الضريح.
و استنادا إلى المختصين فقد كان يوجد حول الضريح الملكي حوالي عشرة أضرحة أمازيغية أخرى مدفونة في محيط يمتد على مساحة 500 متر. و في سنة 2012 تم تصنيف الضريح من بين 100 معلم الأكثر عرضة للخطر من قبل الصندوق العالمي للمعالم.
سنة 2006 باشرت مديرية العمران والبناء لولاية باتنة عملية الترميم باستعمال آلات الهدم مما ألحق أضرارا خطيرة بالضريح خاصة على مستوى الهيكل والقبة. و أشار مدير ديوان تسيير واستغلال الممتلكات الثقافية عبد الوهاب زكاغ إلى أن الديوان تكفل بملف الترميم خلال 2012 بحيث قام بإعداد دراسة تمهيدية لعملية ترميم الضريح بالموازاة مع دراسة لحماية الموقع.

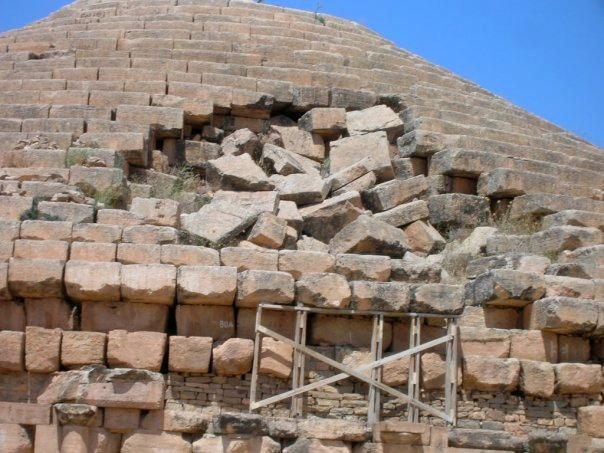
انزلاق الحجارة
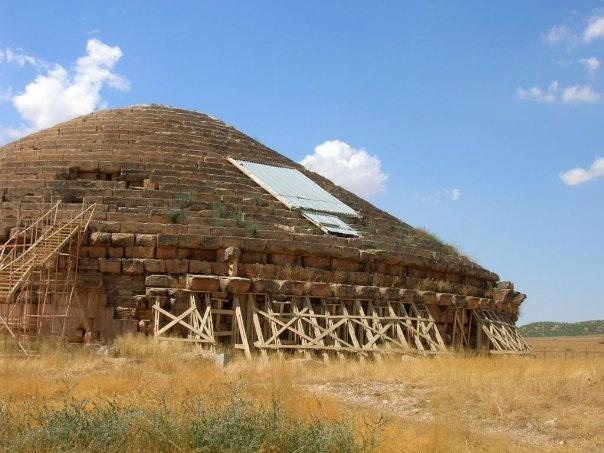
تدهورات متعددة في إيمدغاسن
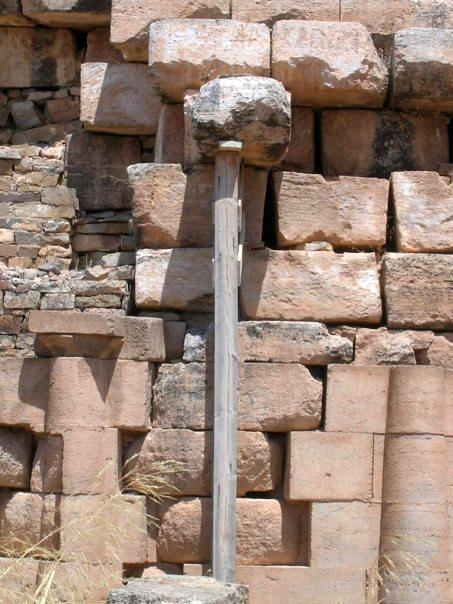
عمود الدعم غير مستقر

## علم التأريخ

### العصور الوسطى
كان المؤرخ الأندلسي في القرن الحادي عشر البكري أول من وصف النصب في وصفه لشمال أفريقيا. يقول أن إيمدغاسن كان ملك البلاد وأنه في الماضي قد أعطيت أوامر لعدد كبير من الأفراد لتدمير النصب ولكن النتيجة لم تنجح. كما تحدث البكري عن النقوش الجميلة التي زينت الضريح التي تمثل مختلف الحيوانات وتوجت بشجرة أو هيكل، لم يبقى أي أثر لمثل هذه النقوش حاليا.
يقول ابن خلدون في القرن الرابع عشر، وفقا لمراجع المؤرخين البربر، كان إيمدغاسن سلفا للنوميديين. ويستشهد إيمدغاسن بأنه سلف من البربر في فرع بوتر (بوتر هو لقب إيمدغاسن، ابن خلدون، تاريخ البربر): زناتة (قبيلة)، بنو يفرن، المغراويون، جيراوا، الزيانيون، المرينيون، إلخ. إيمدغاسن أيضا سلف صنهاجة (زيريون، حماديون، المرابطون) وغيرها من قبائل كتامة البربرية، الخ.

### آخر الحفريات
خلال الحفريات التي قام بها علماء الآثار الجزائريون «تم اكتشاف معرض تحت الضريح الأمازيغي، وفي نهاية هذا المعرض الذي يبلغ طوله 7 أمتار، تم أيضا اكتشاف أثاث جنازي مهم: فخار زجاجي، قطعة من الفحم، وعملة البرونزية». إيمدغاسن عام 2013